# Johan Anker

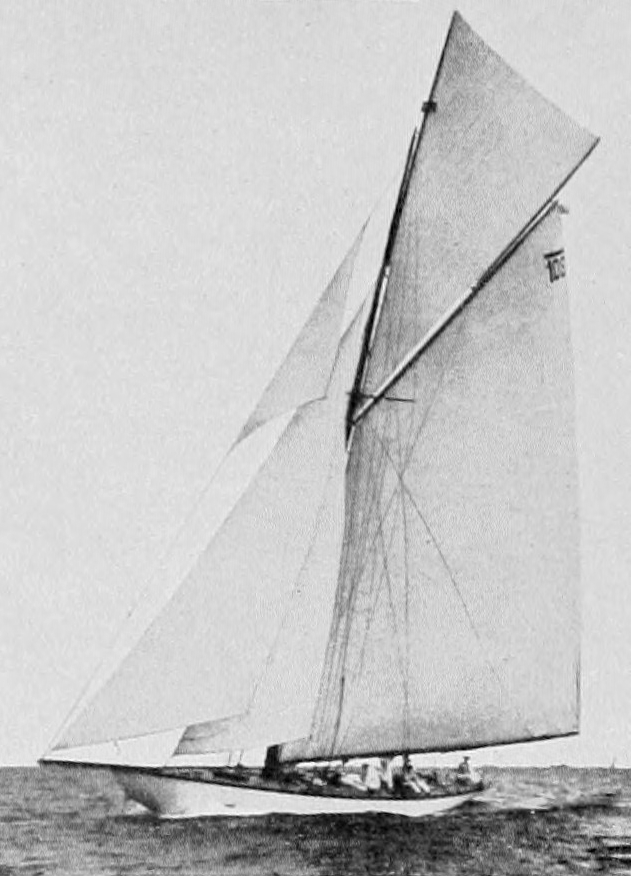
Jacht Magda IX

Johan August Anker (ur. 26 czerwca 1871 w Halden, zm. 2 października 1940 w Halden) – norweski przedsiębiorca, konstruktor jachtów i żeglarz, olimpijczyk, dwukrotny złoty medalista olimpijski.

## Życiorys
W młodości uprawiał narciarstwo i łyżwiarstwo, lecz jego największą pasją było żeglarstwo. Jego ojciec i wuj byli aktywnymi żeglarzami i w 1883 roku przyczynili się do założenia Kongelig Norsk Seilforening, którego przewodniczącym Johan Anker został pomiędzy 1916 a 1925 rokiem.
Jeszcze będąc w szkole rysował i rzeźbił łodzie, a w wieku siedemnastu lat pomagał zbudować swoją pierwszą łódź, na której zwyciężył w regatach. Po ukończeniu szkoły średniej w rodzinnym mieście studiował na Uniwersytecie Technicznym w Berlinie. Zaprojektował wiele jachtów, m.in. według standardów International Rule, jednak najbardziej znany jest ze stworzenia olimpijskiej klasy Dragon. W 1928 roku jego projekt został wybrany spośród czterech, które wpłynęły na konkurs zorganizowany przez Göteborgs Kungliga Segel Sällskap.
Zarządzał rodzinnym przedsiębiorstwem, a także zasiadał w wielu zarządach i radach nadzorczych, był również mecenasem kultury. Współzałożona przez niego stocznia Anker & Jensen pośród ponad czterystu zbudowanych w latach 1905–1939 kadłubów posiadała m.in. statek Maud dla Roalda Amundsena, a także jachty dla koronowanych głów Europy. Norsk Maritimt Museum w swoich zbiorach zawiera około stu dwudziestu projektów jego autorstwa.
Ojciec Erika Ankera, również żeglarza-olimpijczyka. Jego drugą żoną była pisarka Nini Roll Anker.
Podczas niemieckiego ataku na Norwegię namawiał króla Haakona i następcę tronu Olafa do pozostania w kraju.

## Sport
Zwyciężał w wielu regatach, zarówno krajowych, jak i zagranicznych.
Pierwszy występ na igrzyskach olimpijskich zakończył czwartym miejscem w klasie 8 metrów na igrzyskach w Londynie. Załogę jachtu Fram stanowili wówczas także Eilert Falch-Lund, Einar Hvoslef, Hagbart Steffens i Magnus Konow.
Na Letnich Igrzyskach Olimpijskich 1912 zdobył złoto w żeglarskiej klasie 12 metrów. Załogę jachtu Magda IX tworzyli również Nils Bertelsen, Carl Thaulow, Halfdan Hansen, Arnfinn Heje, Alfred Larsen, Petter Larsen, Christian Staib, Eilert Falch-Lund i Magnus Konow.
Szesnaście lat później ponownie zdobył złoto w klasie 6 metrów na jachcie Norna. Załogę uzupełniali wówczas Håkon Bryhn, Erik Anker i ówczesny następca tronu Norwegii, książę Olaf.